# Benčići (Buzet)
Benčići is een plaats in de gemeente Buzet in de Kroatische provincie Istrië. De plaats telt 0 inwoners (2001).